# 아크테온 제도

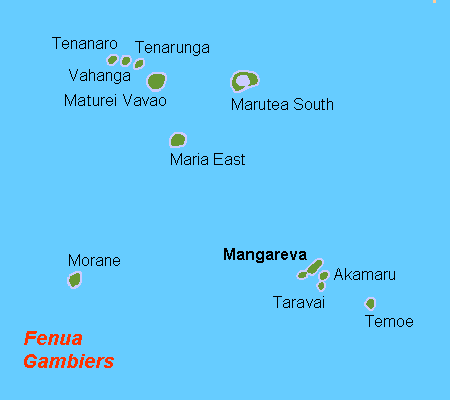

아크테온 제도(Acteon Group, Acteon Islands)는 프랑스령 폴리네시아 투아모투 환초에서 남동쪽에 있는 무인 제도이다. 타히티섬에서 남동쪽으로 약 1,400킬로미터 지점에 위치해 있으며 위도는 21° 17' 60 S, 경도는 136° 29' W이다.

## 환초
아크테온 제도는 상대적으로 크기가 작은 4개의 환초가 포함된다:
- 마투레이바바오환초(Matureivavao)
- 테나라오환초(Tenararo)
- 테나룽가환초(Tenarunga)
- 바항가환초(Vahanga)

## 역사
1605년 2월 5일 유럽의 탐험가 페드로 페르난데스 드 키로스에 의해 처음 기록되었다. 그는 이 제도를 "코코야자로 가득한 4개의 환초"로 묘사했다.